# Mine de Gara Djebilet
La mine de Gara Djebilet (en arabe : غار جبيلات), est une mine de fer située dans la wilaya de Tindouf en Algérie, entrée en exploitation en juillet 2022 ; elle est l'une des plus grandes mines de fer dans le monde. Ses réserves sont estimées à 3,5 milliards de tonnes, dont 1,7 milliard de tonnes sont exploitables.

## Historique
La mine de Gara Djebilet a été découverte en 1952.
Le 15 juin 1972, le Maroc et l'Algérie signent une convention commune pour la mise en valeur de la mine de Gara-Djebilet. Celle-ci prévoit l'exploitation de la mine algérienne et de transporter le fer à travers le Maroc vers ll'Océan Atlantique,, mais cette convention n'a pas été suivie d'effet.
Le 12 mars 2017, l'Entreprise nationale de fer et de l'acier (Feraal) signe avec l'entreprise chinoise d'équipement et d'ingéniérie Sinosteel (en) un protocole d'accord de réalisation des études de faisabilité pour le développement du gisement. Le contrat inclut aussi la réalisation par des centres de recherche chinois des essais de déphosphoration et d'enrichissement sur quatre procédés différents. Les laboratoires algériens ont pu atteindre en 2015 un taux après déphosphoration avoisinant 0,1 %.
Son exploitation est officialisée le 30 juillet 2022.
En 2024, la Chine a annoncé son soutien à un projet de ligne ferroviaire de 575 kilomètres devant relier la mine à Béchar pour faciliter l'exportation du minerai de fer via les ports de la mer Méditerranée. Bien que géographiquement et économiquement plus rationnelle, l'option initiale d'une exportation du minerai via l'océan Atlantique plus proche est bloquée par le contentieux entre l'Algérie et le Maroc au sujet du Sahara occidental que les convois devraient traverser.

## Caractéristiques
Le gisement de Gara Djebilet s'étend sur plus de 131 km2, ses réserves exploitables sont estimées à 2 milliards de tonnes de minerai avec une teneur de 58,57 % de fer. 
L'exploitation industrielle du minerai de Gara Djebilet commence en 2022 avec une production prévue de 2 à 3 millions de tonnes de minerai par an dans une  première étape (2022-2025), puis de 40 à 50 millions de tonnes/an à partir de 2026. Le projet permettra de placer l'Algérie en tant que leader de l'industrie sidérurgique et métallurgique africaine.
Certains experts ont douté de la rentabilité du projet, Gara Djebilet se caractérisant par une forte teneur en phosphore présent dans le fer, nécessitant pour obtenir un minerai de qualité, une opération dite de déphosphoration, qui est coûteuse et complexe. 